# Lofiomins
Els lofiomins (Lophiomyinae) són una subfamília de rosegadors de la família dels múrids. La rata crestada (Lophiomys imhausi), que té un àmbit de distribució fragmentat a l'Àfrica oriental, n'és l'únic representant vivent, però l'espècie fòssil Protolophiomys ibericus visqué al nord d'Àfrica i la península Ibèrica durant el Miocè superior i també se n'han trobat restes subfòssils a Israel. L'espècie actual s'alimenta majoritàriament de matèria vegetal.